# Törnberget
Törnberget är ett naturreservat i Ljusdals kommun i Gävleborgs län.
Området är naturskyddat sedan 1999 och är 166 hektar stort. Reservatet vid västra stranden av sjön Ängratörn och består av gammal blandskog med ett stort lövinslag där tallen dominerar på höjdplatån. 